# 500 kilomètres de Budapest FIA GT 1998
Navigation
Édition suivante
Les 500 kilomètres de Budapest 1998 FIA GT, disputées le 19 juillet 1998 sur le circuit du Hungaroring, et la cinquième manche du championnat FIA GT 1998.

## Course

### Classement de la course
Classement à l'issue de la course (vainqueurs de catégorie en gras), :
| Pos.   | Catégorie | N° | Écurie                           | Pilotes                                         | Châssis                     | Pneus | Tours |
| Pos.   | Catégorie | N° | Écurie                           | Pilotes                                         | Moteur                      | Pneus | Tours |
| ------ | --------- | -- | -------------------------------- | ----------------------------------------------- | --------------------------- | ----- | ----- |
| 1      | GT1       | 1  | AMG Mercedes                     | Bernd Schneider Mark Webber                     | Mercedes-Benz CLK LM        | B     | 126   |
| 1      | GT1       | 1  | AMG Mercedes                     | Bernd Schneider Mark Webber                     | Mercedes-Benz M119 6.0L V8  | B     | 126   |
| 2      | GT1       | 2  | AMG Mercedes                     | Klaus Ludwig Ricardo Zonta                      | Mercedes-Benz CLK LM        | B     | 126   |
| 2      | GT1       | 2  | AMG Mercedes                     | Klaus Ludwig Ricardo Zonta                      | Mercedes-Benz M119 6.0L V8  | B     | 126   |
| 3      | GT1       | 7  | Porsche AG                       | Yannick Dalmas Allan McNish                     | Porsche 911 GT1-98          | M     | 126   |
| 3      | GT1       | 7  | Porsche AG                       | Yannick Dalmas Allan McNish                     | Porsche 3.2L Turbo Flat-6   | M     | 126   |
| 4      | GT1       | 8  | Porsche AG                       | Bob Wollek Jörg Müller                          | Porsche 911 GT1-98          | M     | 125   |
| 4      | GT1       | 8  | Porsche AG                       | Bob Wollek Jörg Müller                          | Porsche 3.2L Turbo Flat-6   | M     | 125   |
| 5      | GT1       | 6  | Zakspeed Racing                  | Michael Bartels Armin Hahne                     | Porsche 911 GT1-98          | P     | 121   |
| 5      | GT1       | 6  | Zakspeed Racing                  | Michael Bartels Armin Hahne                     | Porsche 3.2L Turbo Flat-6   | P     | 121   |
| 6      | GT2       | 57 | Roock Racing                     | Sascha Maassen Bruno Eichmann                   | Porsche 911 GT2             | Y     | 113   |
| 6      | GT2       | 57 | Roock Racing                     | Sascha Maassen Bruno Eichmann                   | Porsche 3.6L Turbo Flat-6   | Y     | 113   |
| 7      | GT2       | 51 | Viper Team Oreca                 | Olivier Beretta Pedro Lamy                      | Chrysler Viper GTS-R        | M     | 113   |
| 7      | GT2       | 51 | Viper Team Oreca                 | Olivier Beretta Pedro Lamy                      | Chrysler 8.0L V10           | M     | 113   |
| 8      | GT2       | 70 | Marcos Racing International      | Christian Vann Harald Becker Cor Euser          | Marcos LM600                | D     | 113   |
| 8      | GT2       | 70 | Marcos Racing International      | Christian Vann Harald Becker Cor Euser          | Chevrolet 5.9L V8           | D     | 113   |
| 9      | GT2       | 60 | Elf Haberthur Racing             | Michel Neugarten Gerd Ruch Marco Spinelli       | Porsche 911 GT2             | G     | 109   |
| 9      | GT2       | 60 | Elf Haberthur Racing             | Michel Neugarten Gerd Ruch Marco Spinelli       | Porsche 3.6L Turbo Flat-6   | G     | 109   |
| 10     | GT2       | 63 | Krauss Race Sports International | Michael Trunk Bernhard Müller                   | Porsche 911 GT2             | D     | 109   |
| 10     | GT2       | 63 | Krauss Race Sports International | Michael Trunk Bernhard Müller                   | Porsche 3.6L Turbo Flat-6   | D     | 109   |
| 11     | GT2       | 58 | Roock Sportsystem                | André Ahrlé Ratanakul Prutirat                  | Porsche 911 GT2             | Y     | 108   |
| 11     | GT2       | 58 | Roock Sportsystem                | André Ahrlé Ratanakul Prutirat                  | Porsche 3.6L Turbo Flat-6   | Y     | 108   |
| 12     | GT2       | 76 | Seikel Motorsport                | Ernst Palmberger Nigel Smith Robert Nearn       | Porsche 911 GT2             | P     | 108   |
| 12     | GT2       | 76 | Seikel Motorsport                | Ernst Palmberger Nigel Smith Robert Nearn       | Porsche 3.6L Turbo Flat-6   | P     | 108   |
| 13     | GT2       | 62 | Stadler Motorsport               | Axel Röhr Uwe Sick                              | Porsche 911 GT2             | P     | 105   |
| 13     | GT2       | 62 | Stadler Motorsport               | Axel Röhr Uwe Sick                              | Porsche 3.6L Turbo Flat-6   | P     | 105   |
| 14     | GT2       | 69 | Proton Competition               | Gerold Ried Patrick Vuillaume                   | Porsche 911 GT2             | P     | 104   |
| 14     | GT2       | 69 | Proton Competition               | Gerold Ried Patrick Vuillaume                   | Porsche 3.6L Turbo Flat-6   | P     | 104   |
| 15     | GT2       | 96 | Proton Competition               | Horst Felbermayr, Sr. Horst Felbermayr, Jr.     | Porsche 911 GT2             | P     | 104   |
| 15     | GT2       | 96 | Proton Competition               | Horst Felbermayr, Sr. Horst Felbermayr, Jr.     | Porsche 3.6L Turbo Flat-6   | P     | 104   |
| 16     | GT1       | 3  | DAMS                             | Éric Bernard David Brabham                      | Panoz GTR-1                 | M     | 97    |
| 16     | GT1       | 3  | DAMS                             | Éric Bernard David Brabham                      | Ford (Roush) 6.0L V8        | M     | 97    |
| 17 DNF | GT1       | 5  | Zakspeed Racing                  | Alexander Grau Andreas Scheld                   | Porsche 911 GT1-98          | P     | 87    |
| 17 DNF | GT1       | 5  | Zakspeed Racing                  | Alexander Grau Andreas Scheld                   | Porsche 3.2L Turbo Flat-6   | P     | 87    |
| 18 DNF | GT2       | 61 | Elf Haberthur Racing             | Kersten Jodexnis Mauro Casadei Dieter Fähler    | Porsche 911 GT2             | G     | 78    |
| 18 DNF | GT2       | 61 | Elf Haberthur Racing             | Kersten Jodexnis Mauro Casadei Dieter Fähler    | Porsche 3.6L Turbo Flat-6   | G     | 78    |
| 19 DNF | GT1       | 15 | Davidoff Classic GTC Competition | Geoff Lees Thomas Bscher                        | McLaren F1 GTR              | G     | 68    |
| 19 DNF | GT1       | 15 | Davidoff Classic GTC Competition | Geoff Lees Thomas Bscher                        | BMW S70 6.0L V12            | G     | 68    |
| 20 DNF | GT2       | 78 | Bovi Motorsport                  | Attila Barta Kálmán Bódis Herbert Jerish        | Porsche 911 GT2             | ?     | 66    |
| 20 DNF | GT2       | 78 | Bovi Motorsport                  | Attila Barta Kálmán Bódis Herbert Jerish        | Porsche 3.6L Turbo Flat-6   | ?     | 66    |
| 21 DNF | GT2       | 52 | Viper Team Oreca                 | Karl Wendlinger Marc Duez                       | Chrysler Viper GTS-R        | M     | 50    |
| 21 DNF | GT2       | 52 | Viper Team Oreca                 | Karl Wendlinger Marc Duez                       | Chrysler 8.0L V10           | M     | 50    |
| 22 DNF | GT1       | 12 | Team Persson Motorsport          | Jean-Marc Gounon Marcel Tiemann                 | Mercedes-Benz CLK GTR       | B     | 39    |
| 22 DNF | GT1       | 12 | Team Persson Motorsport          | Jean-Marc Gounon Marcel Tiemann                 | Mercedes-Benz M120 6.0L V12 | B     | 39    |
| 23 DNF | GT2       | 65 | Konrad Motorsport                | Martin Stretton Toni Seiler                     | Porsche 911 GT2             | D     | 15    |
| 23 DNF | GT2       | 65 | Konrad Motorsport                | Martin Stretton Toni Seiler                     | Porsche 3.6L Turbo Flat-6   | D     | 15    |
| 24 DNF | GT1       | 17 | Larbre Compétition               | Patrice Goueslard Jack Leconte Jean-Luc Chéreau | Porsche 911 GT1 Evo         | M     | 9     |
| 24 DNF | GT1       | 17 | Larbre Compétition               | Patrice Goueslard Jack Leconte Jean-Luc Chéreau | Porsche 3.2L Turbo Flat-6   | M     | 9     |
| DNS    | GT1       | 11 | Team Persson Motorsport          | Christophe Bouchut Bernd Mayländer              | Mercedes-Benz CLK GTR       | B     | –     |
| DNS    | GT1       | 11 | Team Persson Motorsport          | Christophe Bouchut Bernd Mayländer              | Mercedes-Benz M120 6.0L V12 | B     | –     |
| DNS    | GT2       | 53 | Chamberlain Engineering          | Ni Amorim Gary Ayles                            | Chrysler Viper GTS-R        | D     | –     |
| DNS    | GT2       | 53 | Chamberlain Engineering          | Ni Amorim Gary Ayles                            | Chrysler 8.0L V10           | D     | –     |
| DNS    | GT2       | 56 | Roock Racing                     | Claudia Hürtgen Stéphane Ortelli                | Porsche 911 GT2             | Y     | –     |
| DNS    | GT2       | 56 | Roock Racing                     | Claudia Hürtgen Stéphane Ortelli                | Porsche 3.6L Turbo Flat-6   | Y     | –     |
| DNS    | GT2       | 66 | Konrad Motorsport                | Altfrid Heger Franz Konrad                      | Porsche 911 GT2             | D     | –     |
| DNS    | GT2       | 66 | Konrad Motorsport                | Altfrid Heger Franz Konrad                      | Porsche 3.6L Turbo Flat-6   | D     | –     |